# 1702 a tudományban
Az 1702. év a tudományban és a technikában.

## Csillagászat
- David Gregory publikálja a Astronomiae physicae et geometricae elementa című művét, mely az első könyv, ami Newton gravitációval kapcsolatos munkáját dolgozza fel

## Technika
- Frenchman Bion feltalálja a töltőtollat.

## Születések
- Thomas Bayes matematikus († 1761)

## Halálozás
- Olaus Rudbeck svéd orvos, aki felfedezte, hogy a ductus thoracicus kapcsolatban áll a lymphoma rendszerrel (* 1630)